# Maja Petrova
Maja Petrova (russisk: Майя Андреевна Петрова tr. Majja Andrejevna Petrova ; født 26. maj 1982 i Volgograd, Rusland) er en russisk håndboldspiller som spiller for Rostov-Don og det russiske landshold.